# Elle (ancienne commune)
Pour les articles homonymes, voir Elle.
Elle  est une ancienne commune de la Manche qui a existé de 1837 à 1848 par la réunion des deux sections de Notre-Dame-d'Elle et Saint-Germain-d'Elle. Les communes furent rétablies après avoir été supprimées en 1848 à la suite de la demande des deux sections.